# Deronectes lareynii
Deronectes lareynii är en skalbaggsart som först beskrevs av Leon Fairmaire 1858.  Deronectes lareynii ingår i släktet Deronectes och familjen dykare. Inga underarter finns listade i Catalogue of Life.